# Voo Kish Air 7170
O Voo Kish Air 7170 foi um voo internacional regular de passageiros, operado pela companhia aérea iraniana Kish Air, com sede em Ektaban, da Ilha de Quis, no Irã, a Xarja, nos Emirados Árabes Unidos. Em 10 de fevereiro de 2004, a aeronave que servia a rota, um Fokker 50, caiu enquanto se aproximava da aterrissagem no Aeroporto Internacional de Xarja, matando 43 dos 46 ocupantes. O relatório final, conduzido pela Autoridade de Aviação Civil Geral dos Emirados, concluiu que o erro do piloto foi a causa do acidente.

## Voo e acidente
O voo 7170 partiu do Aeroporto Internacional de Quis, com 40 passageiros e uma tripulação de seis a bordo, em um voo para o Aeroporto Internacional de Xarja, com o capitão inicialmente como o piloto em comando. O tempo em Xarja estava em boas condições, assim como a visibilidade. Durante a aproximação final da pista 12 do aeroporto, o avião repentinamente caiu e capotou. O avião continuou a cair e rodar. Os pilotos perderam o controle da aeronave fazendo-a bater em um espaço aberto dentro de uma área residencial de cerca de 4,8 km do final da pista. Dos 46 a bordo, três passageiros sobreviveram ao acidente. É considerado o acidente mais mortal envolvendo um Fokker 50.
Houve uma grande explosão com o impacto. O incêndio envolveu imediatamente os restos da seção da cabine. O fogo se espalhou para a área da cabine principal, destruindo-a totalmente. Os veículos de resgate e combate a incêndio não estiveram no local por quase 25 minutos após o acidente. O acesso ao local pelos serviços de resgate e polícia foi dificultado pelo número de veículos particulares e pessoas aglomeradas na área residencial restrita. O fogo foi extinto cerca de 30 minutos após o acidente, mas os destroços continuaram a queimar por mais uma hora.
Quatro sobreviventes foram encontrados inicialmente na seção da fuselagem, mas um morreu a caminho do hospital. Uma testemunha, que entrou rapidamente no local, afirmou que a fuselagem principal ainda estava intacta quando ele chegou e podia ouvir pessoas no interior a pedir ajuda. Foram feitas tentativas para obter acesso a esses passageiros pela porta da frente, mas ele não se moveu, pois parecia estar esmagado e o fogo impediu o acesso à cabine através de seções abertas da fuselagem. O fogo se intensificou muito rapidamente, forçando as equipes de resgate a se afastarem e rapidamente engoliu aquela seção da fuselagem. Uma fotografia tirada cerca de 10 minutos após o acidente mostrou a cabine totalmente em chamas. Pode ter havido mais sobreviventes se o acesso imediato à cabana tivesse sido possível. Os sobreviventes não conseguiam se lembrar de nenhum detalhe de sua posição sentada, embora fosse mais provável que estivessem sentados na seção central da cabine principal atrás da asa.

## Aeronave

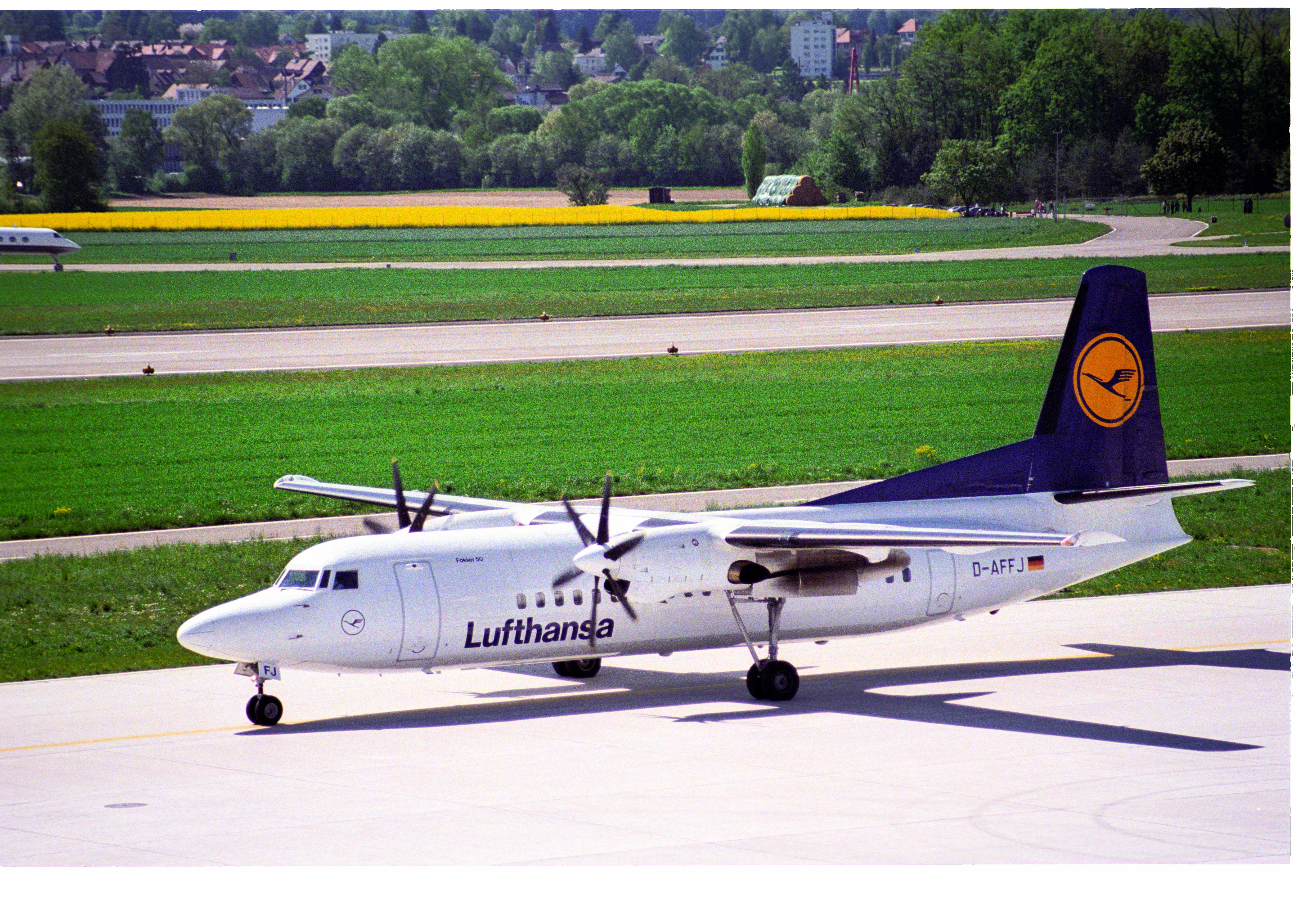
A aeronave envolvida no acidente ainda em operação com a Lufthansa Cityline.

A aeronave envolvida era um Fokker 50, prefixo EP-LCA. Voou pela primeira vez em 25 de janeiro de 1993 com a Lufthansa CityLine como D-AFFJ, depois para a Air Nostrum pela Iberia como EC-GKU antes de ser entregue à Kish Air em 1 de março de 2002. A aeronave havia seguido uma verificação "A" em 24 de dezembro de 2003 e deveria ser submetida a outra verificação em 31 de abril de 2004. A aeronave estava equipada com dois motores Pratt & Whitney Canada e duas hélices Dowty.

## Passageiros
| Nacionalidade          | Mortos      | Mortos      | Sobreviventes | Total |
| Nacionalidade          | Passageiros | Tripulantes | Sobreviventes | Total |
| ---------------------- | ----------- | ----------- | ------------- | ----- |
| Argélia                | 2           | 0           | 0             | 2     |
| Bangladesh             | 1           | 0           | 0             | 1     |
| Camarões               | 1           | 0           | 0             | 1     |
| Egito                  | 3           | 0           | 1             | 3     |
| Emirados Árabes Unidos | 1           | 0           | 0             | 1     |
| Filipinas              | 1           | 0           | 1             | 1     |
| Índia                  | 13          | 0           | 0             | 13    |
| Irão                   | 11          | 6           | 1             | 17    |
| Nepal                  | 1           | 0           | 0             | 1     |
| Nigéria                | 1           | 0           | 0             | 1     |
| Sudão                  | 1           | 0           | 0             | 1     |
| Síria                  | 1           | 0           | 0             | 1     |
| Total                  | 37          | 6           | 3             | 46    |

## Investigação

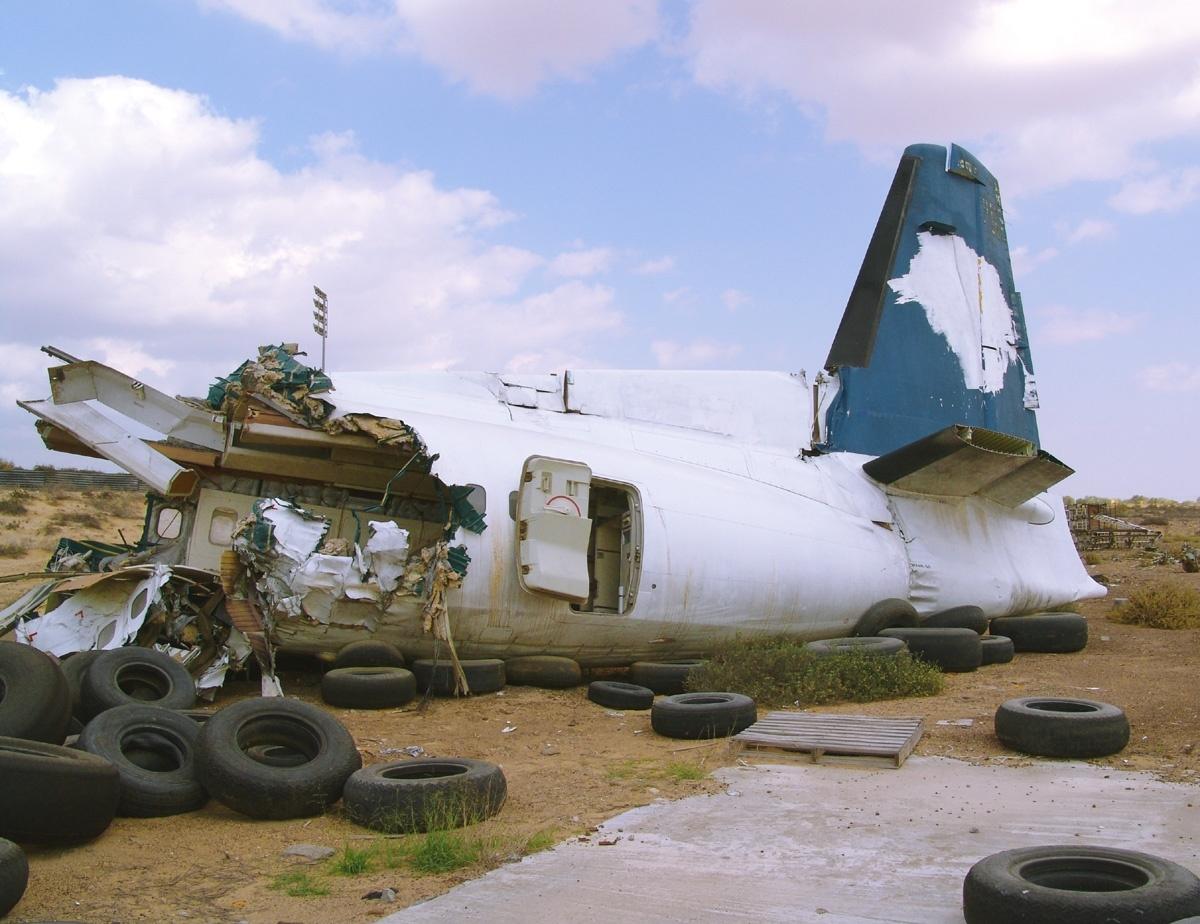
Os destroços do Voo Kish Air 7170, um ano após o acidente.

A investigação foi conduzida pela Autoridade Geral de Aviação Civil dos Emirados, bem como por várias equipes de investigação de fora, incluindo a Organização de Aviação Civil do Irã (CAO) (País do Operador/ Prefixo), o Conselho de Segurança de Transportes Holandês (fabricante da aeronave), Conselho de Segurança nos Transportes (fabricante do motor), Agência de Investigação de Acidentes Aéreos (fabricante das hélices) e o NTSB.
Com base no livro de registro da aeronave, não houve nenhum defeito registrado ou manutenção não programada desde a revisão. Os livros de registros técnicos da aeronave indicavam que não havia manutenção programada ou não programada realizada nos componentes da hélice da aeronave.
O gravador de voz da cabine e o gravador de dados de voo foram recuperados da seção da cauda relativamente não danificada da aeronave em boas condições. Eles foram apresentados ao Bureau Enquetes Accidents (BEA) em Le Bourget, França, em 16 de fevereiro de 2004, para extração dos dados do DFDR e transcrição do CVR.

### Análise do gravador de voz
Do gravador de voz, o capitão é ouvido entregando o controle da aeronave ao primeiro oficial durante a descida para 2500 pés e avisar ao primeiro oficial que este será o voo do primeiro oficial. O primeiro oficial não estava esperando isso e não aceita isso de bom grado, pois não está confiante de sua capacidade de conduzir a abordagem VOR/DME em Xarja. O primeiro oficial é ouvido dizer que ele não tem a mesma experiência do capitão para conduzir esta abordagem e o capitão insiste. O capitão, na tentativa de aumentar a confiança do primeiro oficial, é ouvido para encorajá-lo e continuou a auxiliá-lo durante a condução da abordagem. Isso gera alguma discussão e o primeiro oficial continua a voar com o capitão, aconselhando sobre a captura de pista de entrada e perfil de aproximação. Há uma inconsistência com essa troca, pois o primeiro oficial tinha mais de 4.000 horas de voo, das quais 600 horas eram na aeronave Fokker F27 e tinha outras 2.400 horas como piloto em comando no turbo-hélice Lockheed C-130 Hercules.
O gravador de voz indicou que o comandante assumiu o controle da aeronave e pretendia entregá-lo novamente ao primeiro oficial assim que a aeronave estivesse no perfil correto para o pouso. O primeiro oficial discute as altitudes limites e distâncias DME a serem observadas. Ao chegar ao 4 ponto nm do DME, o primeiro oficial é ouvido para desconectar o piloto automático e, pouco depois, chamar "Flap 10" e "trem de pouso abaixado". O capitão então afirma que ele tem o controle. Poucos segundos depois, ouve-se o ruído da rotação das hélices aumentando.

### Análise do gravador de dados

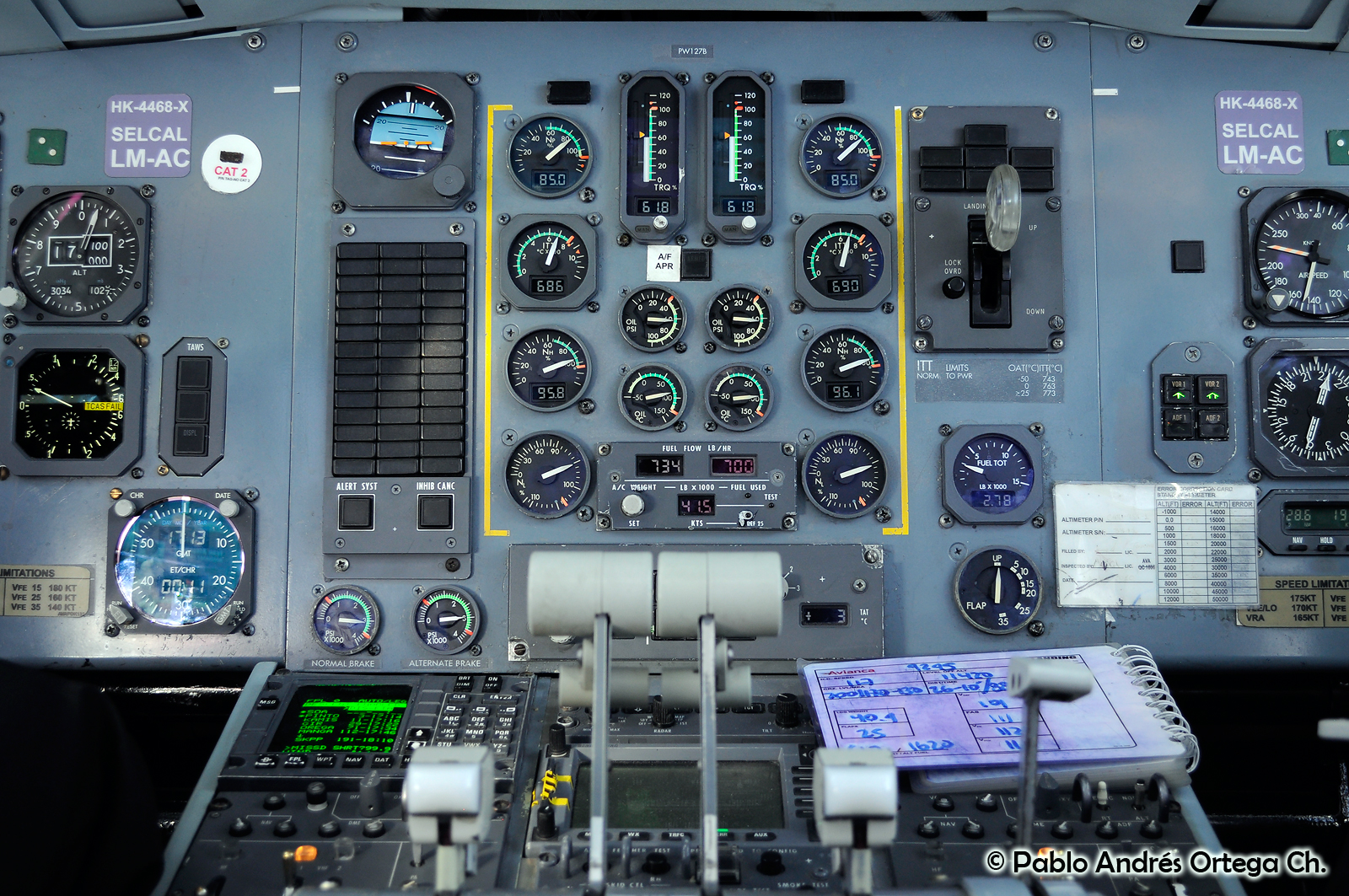
A manete de empuxo de um Fokker 50

O parâmetro do gravador de dados indicam que a hélice esquerda entrou na faixa de controle de solo cerca de 1 segundo antes da hélice direita, mas os parâmetros de RPM da hélice indicaram que ambas as hélices se moveram simultaneamente para a faixa de controle de solo. Os fabricantes de motores, aeronaves e hélices concordaram que o comportamento da hélice em uma faixa de controle de solo durante o voo era imprevisível. Porém, a partir da análise dos dados do gravador de dados, houve um consenso geral quanto ao comportamento da hélice.
Na seleção das manetes de empuxo na faixa de controle de solo, as mudanças de passo da hélice resultaram em diminuição da sustentação sobre a asa e fluxo de ar turbulento de baixa velocidade sobre a cauda e o profundor. Juntamente com outros momentos aerodinâmicos associados à sustentação/arrasto e ao empuxo/acoplamento de peso, a aeronave inclinou-se para baixo e permaneceu em atitude de nariz baixo. A aeronave então começou a girar para a esquerda, provavelmente devido aos efeitos de arrasto assimétrico dos diferentes ângulos de inclinação da hélice. A hélice esquerda então foi  em reverso totalmente enquanto a hélice direita permaneceu em potência positiva dentro da faixa de controle de solo.

### Análise do clima
Os investigadores afirmaram que havia uma previsão geral de um enfraquecimento do gradiente de alta pressão cobrindo a área sem expectativa de instabilidade de baixo nível. O tempo real no momento do acidente estava bom, com luz do sol forte, ligeiramente nebuloso com ventos leves e variáveis. Os investigadores no local relataram céu claro e ventos leves variáveis com as condições declaradas nos relatórios meteorológicos. Fotografias tiradas de 2 quilômetros de distância e logo após o acidente ocorrido mostram a fumaça subindo quase verticalmente sem efeito do vento. Não houve relatos de turbulência antes do acidente e as tripulações do helicóptero operando no local do acidente relataram condições de voo suaves.

### Relatos de testemunhas
Dois pilotos de outra aeronave esperando no ponto de espera para a pista 12 testemunharam o acidente. Os pilotos haviam sido instruídos a taxiar e esperar para o voo 7170 e por isso estavam observando o voo pousar. Eles disseram aos investigadores que a aeronave estava voando normalmente quando o nariz repentinamente caiu para um ângulo de 60 graus e virou para a esquerda. Os investigadores também aprenderam com as testemunhas que nada havia saído da aeronave de antemão, descartando falha estrutural.

### Relatório final
O acidente foi investigado pela Autoridade Geral de Aviação Civil. A investigação do acidente revelou que os pilotos selecionaram acidentalmente as hélices em reverso o empuxo enquanto ainda estavam no ar. Isso causou a perda de controle e a subsequente queda. As hélices só podem se mover para a faixa de controle de solo se as alavancas de potência forem fisicamente movidas além da parada principal por um piloto. Isso também é considerando vários fatores contribuintes:
- Ao insistir repentinamente para que o primeiro oficial voasse na abordagem final, o piloto em comando criou um ambiente que levou à quebra dos processos de gerenciamento de recursos da tripulação, à não observância dos procedimentos operacionais padrão do operador e à resultante velocidade de abordagem excessiva.
- Uma tentativa de retificar essa alta velocidade de aproximação excessiva provavelmente resultou no não cumprimento dos Procedimentos Operacionais Padrão e no movimento das alavancas de potência abaixo da marcha lenta do voo.
- A versão não modificada da unidade de controle skid falhou em fornecer proteção adequada no momento do acidente.[1]